# Hibiscus aridicola
Hibiscus aridicola är en malvaväxtart som beskrevs av John Anthony. Hibiscus aridicola ingår i Hibiskussläktet som ingår i familjen malvaväxter. Utöver nominatformen finns också underarten H. a. glabratus.